# Torsten Kröger (Ingenieur)
Torsten Kröger (* 22. Februar 1977 in Rendsburg) ist ein deutscher Ingenieur und Hochschullehrer.
Er ist Professor am Karlsruher Institut für Technologie und Institutsleiter des Instituts für Anthropomatik und Robotik und ist verantwortlich für Intelligente Prozessautomation und Robotik (IPR). Er ist zudem Gastwissenschaftler an der Stanford University.

## Karriere und Forschung
Torsten Kröger erhielt seinen Master-Abschluss in Elektrotechnik von der TU Braunschweig im Jahr 2002. Zudem studierte er an der TU Braunschweig Elektrotechnik (Dipl.-Ing.) und promovierte 2009 im Fachbereich Informatik (summa cum laude). Seine Dissertation behandelte das Thema „On-Line Bahngenerierung in Robotersystemen“ (On-Line Trajectory Generation in Robotic Systems).
Im Jahr 2010 trat er als Dozent und wissenschaftlicher Mitarbeiter in das Stanford AI Lab ein. Er hat Forschung in einer Vielzahl an Themen betrieben, wie zum Beispiel auf autonomen Robotersystemen, Echtzeit-Bahngenerierung, Wahrnehmung, Sensorfusion.
Von 2014 bis 2017 war er als Robotiker und zum Schluss als Bereichsleiter für Robotersoftware bei der zum Alphabet-Konzern gehörigen Firma X: The Moonshot Factory tätig.
Seine Kernforschungsinteressen liegen in den Bereichen von autonomen Systemen unter Nutzung von datengetriebenen Ansätzen (z. B. maschinelles Lernen) und deterministische Bewegungsplanung und Regelung von dynamischen Systemen in Echtzeit. Zu den Anwendungsgebieten seiner Forschungsergebnisse zählen u. a. Industrierobotik und -automation, Servicerobotik, Medizinrobotik sowie haptische Eingabegeräte und Weltraumteleskope.
Kröger hat darüber hinaus als Berater für Volkswagen, KUKA, Manz Automation, Auris Surgical Robotics, Redwood Robotics und Google weltweit Erfahrungen sammeln können.
Er ist Gründer und ehemaliger Geschäftsführer der Firma Reflexxes, einem Startup, das Software zur deterministischen Roboterbewegungsplanung in Echtzeit auf den Markt gebracht hat. 2014 wurde Reflexxes von Google übernommen, wo Kröger bis 2017 für Robotersoftware verantwortlich war.

## Publikationsliste (Auswahl)
- Substitution and Complementation of Production Management Functions with Data Analytics
- A depth space approach for evaluating distance to objects
- Robot task planning with contingencies for run-time sensing
- Jedibot–experiments in human-robot sword-fighting
- A depth space approach to human-robot collision avoidance
- A middleware for high-speed distributed real-time robotic applications